# Grimslövs by
Grimslövs by är en småort i Alvesta kommun, Kronobergs län, belägen i Skatelövs socken, en kilometer nordost om tätorten Grimslöv.